# Drimia guineensis
Drimia guineensis är en sparrisväxtart som först beskrevs av Franz Speta, och fick sitt nu gällande namn av John Charles Manning och Peter Goldblatt. Drimia guineensis ingår i släktet Drimia och familjen sparrisväxter.
Artens utbredningsområde är Guinea. Inga underarter finns listade i Catalogue of Life.